# 福缘寺
福缘寺是中国内蒙古自治区通辽市库伦旗的一座藏传佛教格鲁派寺院。

## 历史
库伦旗原属哲里木盟，是清朝漠南蒙古唯一实行政教合一的喇嘛旗，即“锡勒图库伦喇嘛旗”。该旗藏传佛教寺庙众多，地位最高及规模最大者有三大寺，即兴源寺、象教寺、福缘寺。
福缘寺位于库伦镇中街北侧，兴源寺东南，象教寺坡下偏东南，是锡勒图库伦旗副扎萨克达喇嘛、扎萨克达喇嘛的法定继承人的居所，又是清朝锡勒图库伦旗财务机关的驻地。福缘寺设有住持达喇嘛；住持达喇嘛之下设德木齐喇嘛一名，辅佐住持达喇嘛管理寺院事务；此外还设有尼日巴、包伊达等执事喇嘛。
该寺创建于清朝乾隆七年（1742年），乾隆帝赐名“福缘寺”。该寺的创建者为阿旺扎米扬，是锡勒图库伦旗历任扎萨克喇嘛中，唯一一位被清朝封为“呼图克图”的喇嘛。有关文献称：“据记载，乾隆初年，在库伦旗喇嘛内部发生纷争，为此时任扎萨克达喇嘛的阿旺扎米扬呼图克图决定建造寺庙和白塔，用于镇服暗中作祟、危害黄教的邪魔。”与该寺同时所建的，还有该寺后的山崖上的一座高达三丈多的白色的“根东塔”。
锡勒图库伦旗历史上早先并无佛教学塾。1926年6月，福缘寺创设“却伊拉扎仓”（即显宗学部），并且在寺院山门殿前辟出一块广场，供喇嘛们辩经使用。却伊拉扎仓创设初期，聘锡勒图库伦旗寿因寺的迈达里呼图克图来到福缘寺担任住持达喇嘛。1929年，自土默特请来一位喇嘛担任住持达喇嘛。其后，由在拉萨哲蚌寺学习的喇嘛毕力根继任住持达喇嘛一职。
却伊拉扎仓创设之初，并不隶属于福缘寺。1928年，福缘寺和却伊拉扎仓合并，共有喇嘛121名。福缘寺和却伊拉扎仓合并之后，除了举办例行的法会以外，还举办却伊拉法会，却伊拉法会成为该寺每次举办时间最长的法会。却伊拉法会一年四季均举办，每个季度分3次举办，第一次为期1个月，第二次为期20天，第三次为期15天。却伊拉扎仓可向在该扎仓学习的喇嘛授“兰占巴”、“道仁巴”等学位。
福缘寺在土改运动以及“文化大革命”期间遭受严重破坏。寺后的山崖上白色的根东塔也在“文化大革命”期间被毁灭。1986年，库伦旗人民政府对福缘寺进行了维修。
2008年起，库伦三大寺即兴源寺、象教寺、福缘寺由政府投资开始大规模修缮，寺院原貌逐步恢复。2010年时，该寺的达喇嘛为确扎木苏，时年92岁。住持喇嘛为陶克敦毕力格。福缘寺每年举办6次主要法会。此外，福缘寺僧众每日清晨还惯常举行诵经。

## 建筑
福缘寺坐南朝北，主体建筑建在一条中轴线之上，由南向北共四层殿宇，即山门殿、诵经殿、三世佛殿、老爷庙。该寺占地面积原来大约4000平方米。现存面积达2000多平方米。
- 山门殿：三间歇山顶，中央辟门，门道两旁是四大天王的塑像。[1]
- 诵经殿：藏式二层建筑，面阔五间，进深五间，故称为“二十五间殿”。各类佛事活动在此举办。殿中供奉宗喀巴铜像、白度母和绿度母塑像。[1]
  - 钟楼、鼓楼：位于誦经殿前左、右两侧。其中东为钟楼，西为鼓楼。[1]
- 三世佛殿：位于诵经殿后面，为福缘寺的主庙。五间重檐庑殿顶，重檐下有三层斗拱，彩绘花板，前檐出廊，内外檐的梁柱均有旋子彩画，方格形天花板以及多边形藻井均是彩绘雕刻。明间并开三门，尽间装有棱窗，门前设有月台。殿内主祀三世佛即燃灯佛、释迦牟尼佛、弥勒佛。[1]
  - 十八罗汉殿：三世佛殿的东配殿，三间，歇山式。原供龙王[1]，现供十八罗汉。
  - 五大金刚殿：三世佛殿的西配殿，三间，歇山式。供护法神。[1]
  - 古树：佛殿后有两棵古树，右为柏树，左为松树，相传为乾隆帝来福缘寺时亲自种植。两树的顶端与佛殿的宝顶齐平，约植于建庙的同时。[1]
- 老爷庙：二层硬山式，面阔五间，建筑面积289.7平方米。庙内祀宗喀巴以及关公等诸神像。[1]
  - 廊庑：老爷庙两旁有廊庑，分别转接十八罗汉殿、五大金刚殿北侧。
- 根东塔：白色，在寺后山崖上。[1]